# Megaselia indifferens
Megaselia indifferens är en tvåvingeart som först beskrevs av William Lundbeck 1920.  Megaselia indifferens ingår i släktet Megaselia och familjen puckelflugor. Arten är reproducerande i Sverige. Inga underarter finns listade i Catalogue of Life.